# Przasnysz
Przasnysz (deutsch Pezaßnitz, 1939–1945 Praschnitz) ist eine Stadt in Polen in der Woiwodschaft Masowien. Sie liegt etwa 100 Kilometer nördlich von Warschau an der Węgierka und ist Verwaltungssitz des Powiat Przasnyski. Die Stadt nimmt eine Fläche von 2516 Hektar ein. 2004 hatte die Stadt 18.093 Einwohner.

## Geschichte
Die Stadtrechte erhielt Przasnysz 1427. Nach der Aufteilung Polens gehörte die Stadt zum Russischen Kaiserreich. Im Ersten Weltkrieg fanden hier von Mitte bis Ende Februar 1915 die 1. Schlacht von Przasnysz und am 13. und 14. Juli 1915 die 2. Schlacht von Przasnysz statt. Mit der Wiedererrichtung des unabhängigen polnischen Staates 1919 kam auch Przasnysz wieder an Polen.
Nach dem Überfall auf Polen lag die Stadt in einem Gebiet, das in das Staatsgebiet des Großdeutschen Reich unmittelbar eingegliedert wurde. Przasnysz wurde in Praschnitz umbenannt. Administrativ gehörte Praschnitz fortan zum Landkreis Praschnitz in der Provinz Ostpreußen. Danach wurden Deutschsprachige aus dem Baltikum und aus Rumänien angesiedelt. Von 1941 bis 1943 wurde ein Arbeitserziehungslager betrieben.
Im Frühjahr 1945 wurde Praschnitz von der sowjetischen Roten Armee eingenommen und kam wieder zurück zu Polen.

## Gemeinde

### Stadtgemeinde
Die Stadt Przasnysz bildet eine eigenständige Stadtgemeinde (gmina miejska).

### Landgemeinde
Die Landgemeinde (gmina wiejska) Przasnysz hat eine Fläche von 183,91 Quadratkilometern mit 7221 Einwohnern (Stand: 30. Juni 2010).

## Persönlichkeiten
- Helga Adler (* 1943), deutsche Frauenpolitikerin (SED/PDS/parteilos)
- Udo Rabsch (* 1944), deutscher Arzt und Schriftsteller